# Église Sainte-Madeleine-et-Saint-Jean de Rochemenier
Pour les articles homonymes, voir Église Sainte-Madeleine.
L'église Sainte-Madeleine-et-Saint-Jean est une église située à Louresse-Rochemenier, en France.

## Localisation
L'église est située dans le département français de Maine-et-Loire, sur la commune de Louresse-Rochemenier.

## Historique
L'édifice est inscrit au titre des monuments historiques le 20 novembre 1972 à l'inventaire supplémentaire des Monuments Historiques et appartient au réseau des « Églises Accueillantes en Anjou ».
De fondation inconnue, la première implantation de l’église située au cœur du bourg de Rochemenier daterait du XIVe siècle, et n’était à l’origine qu’une simple chapelle seigneuriale attestée dès 1313, placée sous la protection de Sainte-Émérance ou Emérancienne.
À la suite des guerres de Religion et de la destruction de l'église primitive Sainte-Madeleine et Saint-Jean du hameau voisin de Varennes par les protestants appelés aussi Huguenots (en 1567), la chapelle devient église paroissiale, consacrée à la fin du XVIe siècle. Elle en reprend le double vocable, abandonnant celui de sainte Émérance dont le culte persiste tout de même,,.
À la suite de l’ordonnance de l’évêque d’Angers, Michel Lepelletier du 12 mai 1700, le cimetière de Rochemenier fut créé en remplacement de celui de Varennes qui était éloigné, alors que les habitants de Varennes voulaient se faire enterrer dans leur cimetière auprès de leurs ancêtres. Aujourd’hui, l’église est encore utilisée pour les funérailles, les habitants du village ayant gardé le droit d'être inhumés dans le petit cimetière voisin.
La paroisse fut supprimée en 1809 par une ordonnance épiscopale du 20 février, elle fut rattachée à Louresse. L'Église est alors devenue chapelle auxiliaire. Toutefois, la commune ne fut rattachée à celle de Louresse qu’en 1842.

### Sainte Emérance
Le 23 janvier de chaque année ou quatrième dimanche de janvier, les fidèles de Louresse-Rochemenier célèbrent traditionnellement une messe en l'honneur de sainte Émerance. A cette occasion un cantique est repris en chœur par tous les paroissiens. L'origine de cette dévotion est inconnue. Toutefois, ce culte est apparu en Anjou au XIIIe siècle. D'après la légende, Émérentienne était esclave, fille de la nourrice de sainte Agnès. Convertie au christianisme par l'exemple de sa sœur de lait, dont elle était très proche, elle assista à son martyre et après sa mort, allait tous les jours prier sur sa tombe. Elle fut donc reconnue comme chrétienne, et lapidée alors qu'elle était auprès du tombeau d'Agnès. Elle mourut en 304. On attribue à sainte Émérance le pouvoir de guérir les coliques ou maux de ventre. Ainsi, elle est souvent représentée avec des cailloux sur le ventre. D’ailleurs, en 1472 Louis XI aurait été pris de douleurs abdominales alors qu’il chassait en forêt de Longuenée et il l’aurait invoquée pour se faire guérir.
La sainte permettrait également d'éloigner le tonnerre ainsi que la grêle. Une coutume encore en vigueur au début du XXe siècle, voulait qu'à l'approche d'un orage, un “Sonneux” bénévole fasse tinter la cloche jusqu'à ce que la nuée s'éloigne.

## Description
L’église de petite taille (30 m x 8 m) va subir de multiples remaniements au cours des siècles. Les matériaux utilisés pour le gros-œuvre sont des moellons en grison (falun dur de Doué-la-Fontaine) et tuffeau. Pour la couverture, le toit en ardoise est à longs pans (toit à deux versants terminé à ses extrémités par des pignons ou des croupes) et croupe (petit versant réunissant à leurs extrémités les longs-pans de certains toits allongés).

### Façade

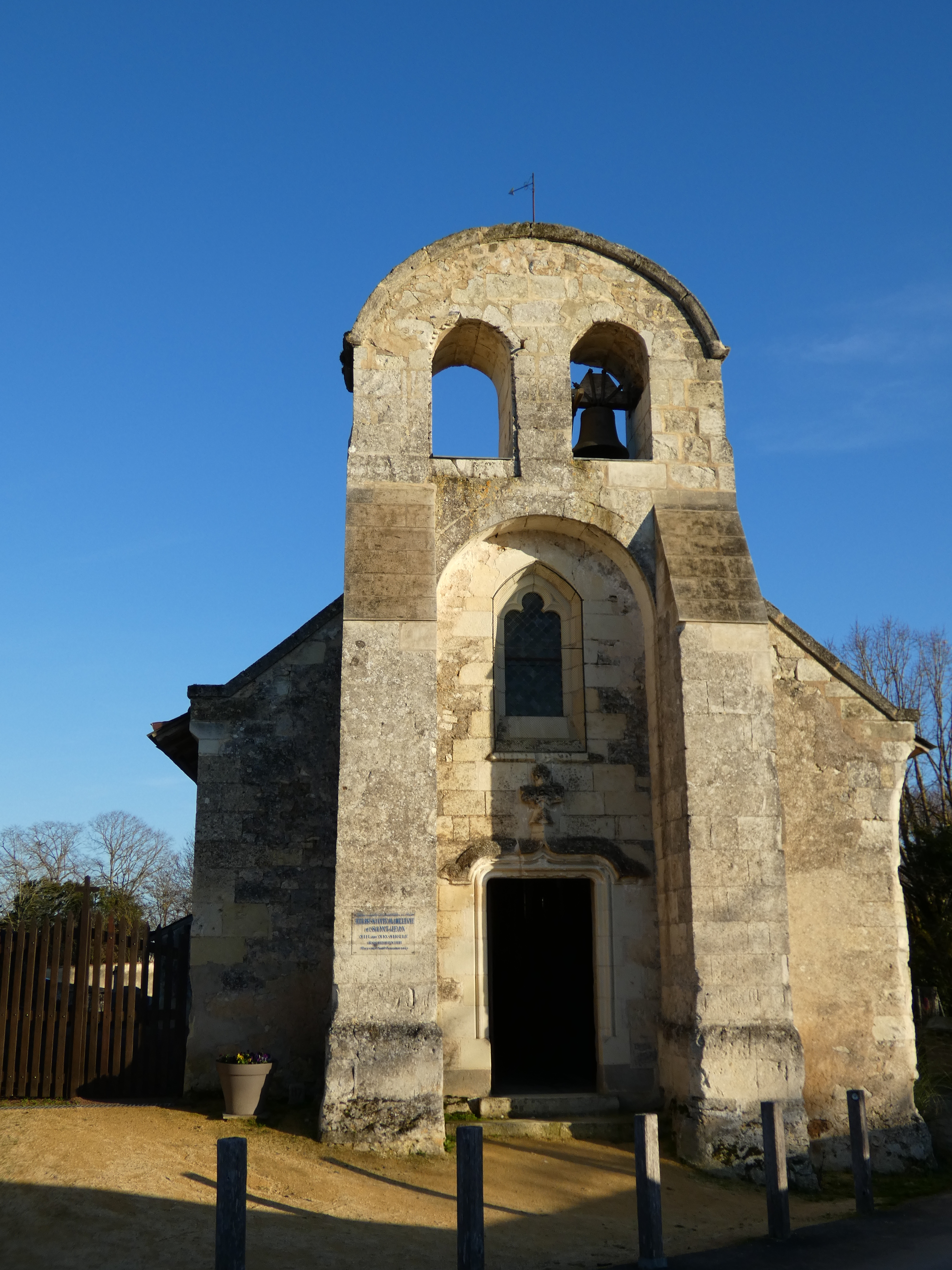
Façade de la chapelle de Rochemenier

La façade romane de cette église est soutenue par deux puissants contreforts, disposés de part et d’autre du portail. Elle est surmontée d'un clocher ou campanile (tour qui abrite des cloches) arrondi à double bretèche (ouvertures). Ce dernier est ainsi percé de deux baies en plein cintre destinées à accueillir des cloches, d'où le nom de clocher-mur, clocher-peigne ou clocher-arcade (assez rare en Anjou),.
La façade originale ressemble beaucoup à la façade de l'église de Varennes. C’est vers 1870 que l’on a donné à ce clocher une forme arrondie en maçonnant au-dessus d’un ancien pignon (partie supérieure triangulaire du mur d'un bâtiment) ou « chapeau » triangulaire. Aujourd'hui, seule une ouverture accueille une unique cloche ancienne. Datant de 1540, elle porte une inscription en caractères gothiques sur la partie supérieure de sa panse (le bord où le battant va frapper) « LAN 1540 JE FUS FONDUE ET BAPTISÉE LOUANGE A DIEU ». On peut d’ailleurs supposer qu’il s’agit de la cloche rescapée de l’ancienne église de Varennes, sa date 1540 étant antérieure à la date de la nouvelle église édifiée fin XVIème, début XVIIème.
Passage entre l'espace profane et l'espace sacré, la façade extérieure à l’ouest est percée d’un portail souligné par des moulures, ainsi qu’un fleuron (ornement fait d'un motif floral sculpté) ou accolade fleuronnée, surmonté d’une voussure ou petite voûte en arc. L’ensemble appartient au style renaissance. Surmontant le portail, une fenêtre ogivale a été percée au XVIe siècle lorsque l’église fut restaurée.
Sur le portail construit en tuffeau on peut apercevoir des graffitis laissés par des pèlerins. Cette pierre tendre se prête bien à la gravure de graffitis. Ces derniers sont souvent d'inspiration religieuse (croix, églises, échelles...) S'y ajoutent parfois des outils, des symboles mêlant religion, croyance et superstition ou la mémoire d'un événement local.

### Intérieur

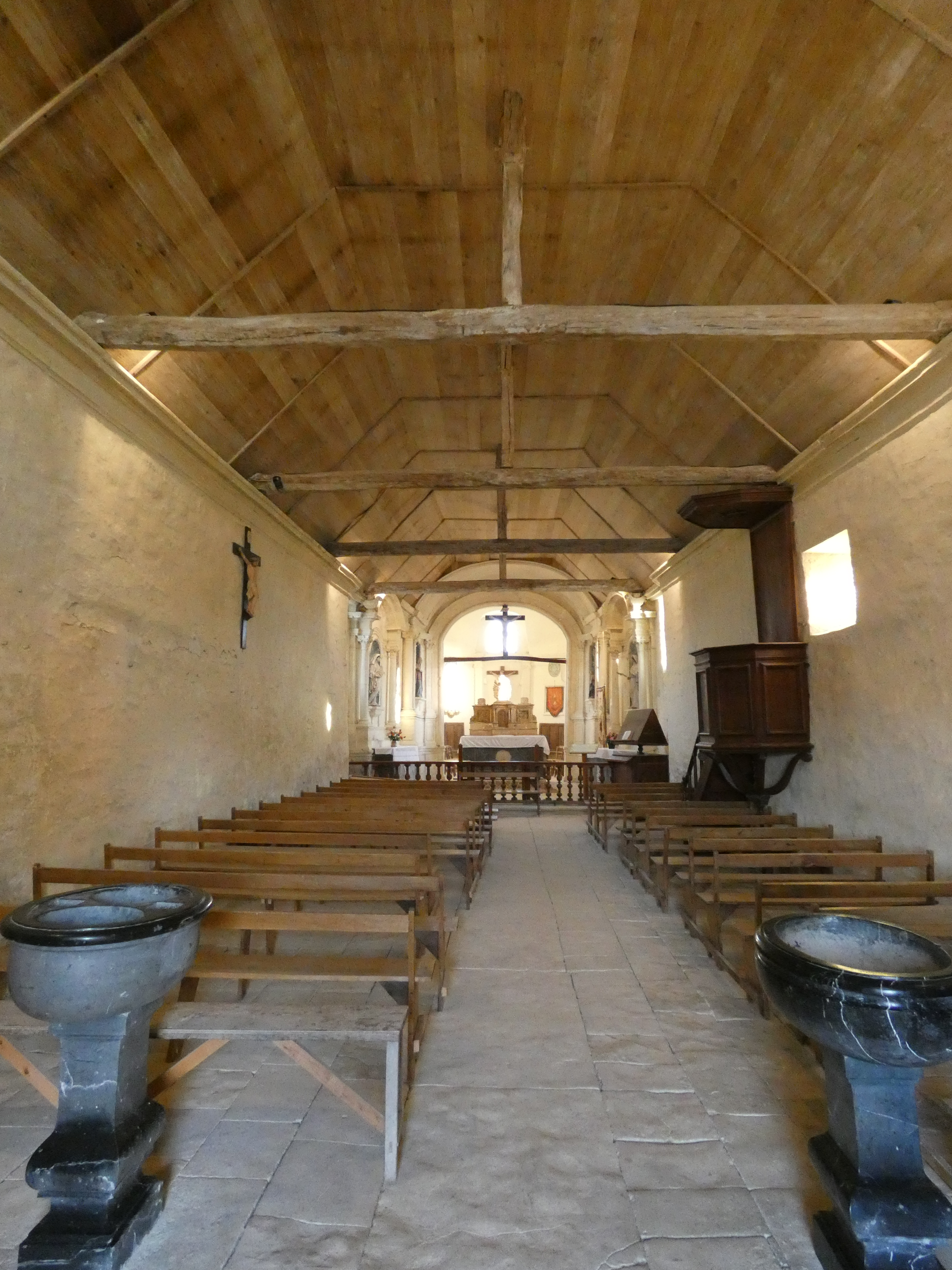
Intérieur de la chapelle de Rochemenier

L'intérieur est assez sobre. Il est composé d’une nef unique (partie de l’église située entre la façade et le chœur, destinée à recevoir les fidèles laïcs c'est-à-dire les chrétiens n’appartenant pas au clergé). Cette nef ornée dans le goût classique ne possède pas de transept (vaisseau transversal qui forme une croix avec la nef). La charpente est assez rustique avec une voûte en lambris en bois du XVIème rénovée en 2007. Les murs sont blanchis à la chaux.
Le sol est couvert de dalles qui sont des pierres tombales. On voit encore des inscriptions sur certaines. Les registres paroissiaux mentionnent plus de 50 avis d'inhumation à l'intérieur de l'église. Ils concernent particulièrement, en plus des gens d'Église, des personnes de conditions aisées (propriétaire-marchand, meunier, forgeron, vigneron ou au service de notables). Les gens de condition modeste ou pauvres étaient enterrés « autour de l'église » ou dans la fosse commune.
Le chœur (partie de l'église où se déroulent les cérémonies autour de l'autel et où se tient le clergé) est lumineux. À l'entrée de l’abside se trouve un autel dont la première pierre fut posée en 1731. Sur l'autel se trouve un tabernacle Louis XIV et au fond, un Christ ancien en bois.
L’église contient plusieurs statues en pierre ou plâtre polychromes qui ornent le chœur lumineux,, dont une de sainte Catherine d’Alexandrie et une autre de sainte tenant dans ses mains un livre ouvert, du XVIe siècle.

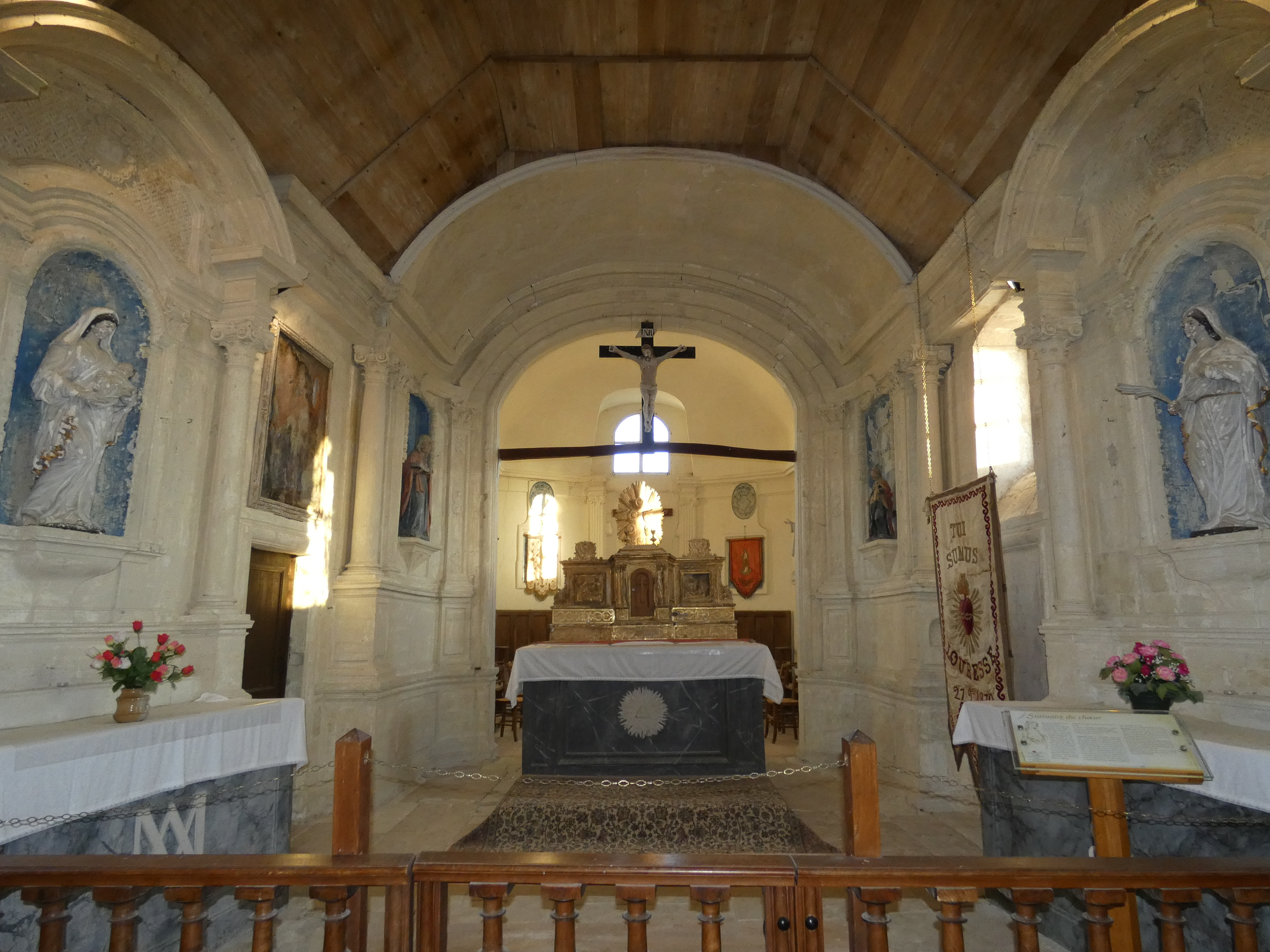
Chœur de la chapelle

Quatre statues de saints du XVIIIe siècle furent offertes par le curé de Rochemenier Pierre Pauvert ou Povert dont la stèle est à l’intérieur de l’église  (né en 1730, nommé curé de Rochemenier en 1763 et inhumé le seize novembre 1789 au cimetière de Rochemenier) : à savoir la Sainte Vierge, sainte Emerance, sainte Agnès et saint Joseph qui ont été finies et bénies dans leurs niches le 27 septembre 1772. Elles sont l'ouvrage de Sébastien Johan Leysner, sculpteur célèbre de Franconie.
On peut apercevoir une niche qui servait à brûler des “rousines” c'est-à-dire des chandelles de chanvre imprégnées de résine de pin, qui faisaient office de cierges destinés à obtenir les faveurs de sainte Emérance.